# Luigi Luca Cavalli-Sforza

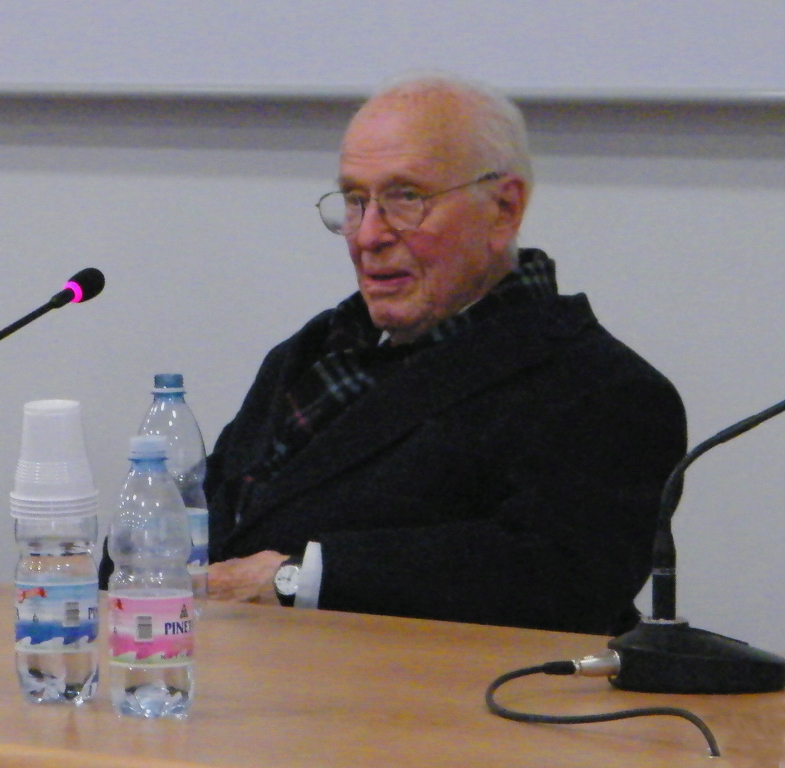
Luigi Luca Cavalli-Sforza (2010)

Luigi Luca Cavalli-Sforza (* 25. Januar 1922 in Genua; † 31. August 2018 in Belluno) war ein italienischer Populationsgenetiker, der von 1970 an als Professor an der kalifornischen Stanford University lehrte. Bekannt wurde er durch Studien, in denen er zeigte, dass es Parallelen zwischen dem genetischen Verwandtschaftsgrad verschiedener Völker (→ Verwandtschaft (Biologie)) und dem der von ihnen gesprochenen Sprachen (→ Genetische Verwandtschaft (Linguistik)) gibt. Dies führte Cavalli-Sforza zu Rückschlüssen auf frühe Wanderbewegungen in der Urgeschichte der Menschheit und machte ihn zum wohl einflussreichsten Populationsgenetiker seiner Zeit.

## Leben
Cavalli-Sforza begann 1938 ein Medizinstudium an der Universität Pavia und promovierte 1944. Nach kurzer Tätigkeit als Arzt forschte er nach 1945 an der University of Cambridge auf dem Gebiet der Genetik der Bakterien. 1950 verließ er Cambridge und war bis 1957 Forschungsdirektor für Mikrobiologie am Istituto Sieroterapico Milanese in Mailand. Weitere drei Jahre lang hielt er Vorlesungen an den Universitäten von Parma und Pavia. 1960 wurde er Professor für Genetik in Pavia; von 1962 bis 1970 lehrte er als Professor für Genetik und Statistik an den Universitäten von Parma und Pavia. 1970 wechselte er an die Stanford University, wo er 1992 emeritiert wurde.
Cavalli-Sforza war seit 1946 mit Albamaria Buzzati, geb. Ramazzotti, verheiratet und hatte vier Kinder, drei Söhne und eine Tochter. Mit seinem Sohn Francesco publizierte er mehrere Bücher, darunter Unterrichtsmaterialien für italienische Mittelschulen.

## Forschungen
Bevor er sich der Humangenetik zuwandte forschte er über die Genetik von Bakterien, wobei er mit Esther Lederberg 1952 das F-Plasmid und den damit verbundenen horizontalen Gentransfer entdeckte (publiziert mit Joshua Lederberg).
Cavalli-Sforza forschte hauptsächlich über die Abstammung des Menschen. Als die genetische Struktur der Vererbung (DNA) bekannt wurde, war er einer der ersten Wissenschaftler, die fragten, ob die Gene der heutigen Populationen auch geschichtliche Informationen über den Verlauf der Vererbung enthielten. Seine Studien zur genetischen Drift in der Region von Parma schlugen sich im Buch Consanguinity, Inbreeding and Genetic Drift in Italy nieder. Cavalli-Sforza verband demographische Studien, die auf linguistischen, kulturellen und archäologischen Daten aufbauten, mit genetischen Daten, wie zum Beispiel der Verteilung der Blutgruppen. Daher unternahm er zahlreiche Expeditionen, um Blutproben und genetisches Material zu sammeln. So konnte er evolutionäre Stammbäume aufstellen, die auf genetischen, kulturellen, linguistischen, anthropologischen und archäologischen Daten basierten. Zudem entwarf er genetische Landkarten, die die Verteilung und Ausbreitung der Gene über die Kontinente zeigten.
Cavalli-Sforza wandte sich gegen die Einteilung der Menschen in Rassen. Er und sein Sohn Francesco begründeten das 1994 in ihrem Buch Verschieden und doch gleich folgendermaßen:

„Die Gene, die [im Verlauf der Evolution] auf das Klima reagieren, beeinflussen die äußeren Merkmale des Körpers, weil die Anpassung an das Klima vor allem eine Veränderung der Körperoberfläche erforderlich macht (die sozusagen die Schnittstelle zwischen unserem Organismus und der Außenwelt darstellt). Eben weil diese Merkmale äußerlich sind, springen die Unterschiede zwischen den ‚Rassen‘ so sehr ins Auge, dass wir glauben, ebenso krasse Unterschiede existierten auch für den ganzen Rest der genetischen Konstitution. Aber das trifft nicht zu: Im Hinblick auf unsere übrige genetische Konstitution unterscheiden wir uns nur geringfügig voneinander.“

Zudem stellte er fest, dass es je nach untersuchtem Gen andere Verteilungsschwerpunkte gebe und demnach nur fließende Übergänge zwischen benachbarten Gruppen vorkämen. Er schlug stattdessen einen kombinierten Stammbaum vor, der 38 geographisch unterscheidbare menschliche Populationen nach ihrer genetischen Verwandtschaft und ihrer Zugehörigkeit zu 20 Sprachfamilien auflistet. Dabei orientierte er sich an der Klassifikation von Merritt Ruhlen.
In The History and Geography of Human Genes, Ergebnis einer 30-jährigen Arbeit, kam er zum Schluss, dass abgesehen von einigen wenigen genetisch festgelegten Merkmalen wie zum Beispiel der Hautfarbe die genetischen Unterschiede zwischen Einzelpersonen so groß seien, dass das biologische Konzept „Rasse“ bedeutungslos oder inhaltlich leer werde. Der größte messbare genetische Unterschied bestehe zwischen einigen afrikanischen Populationen und australischen Aborigines, obwohl beide eine fast schwarze Hautfarbe aufweisen.
Cavalli-Sforza war 1990 Begründer des Human Genome Projects (HGP). Geleitet wurde das HGP zuerst von James Watson, einem der Entdecker der DNA-Struktur.

## Auszeichnungen
- Mitglied der Royal Society in London
- Mitglied der American Academy of Arts and Sciences, 1970
- Mitglied der National Academy of Sciences in den USA, 1978
- Weldon Memorial Prize, 1978
- Antonio-Feltrinelli-Preis, 1981
- William Allan Award, 1987
- Premi Internacional Catalunya, 1993
- Mitglied der Päpstlichen Akademie der Wissenschaften, 1994
- Balzan-Preis, 1999 (für die „Naturwissenschaftliche Erforschung der Herkunft des Menschen“)
- Korrespondierendes Mitglied der Académie des sciences, 2002
- Mendel Medal der Genetics Society, 2002
- Ehrenmitglied der Royal Irish Academy, 2007[10]

## Werke (Auswahl)
- mit Walter Fred Bodmer: The Genetics of human Populations. Freeman, San Francisco CA 1971, ISBN 0-7167-1018-8.
- mit Marcus W. Feldman: Cultural Transmission and Evolution. A quantitative Approach (= Monographs in Population Biology. Vol. 16). Princeton University Press, Princeton NJ 1981, ISBN 0-691-08280-4.
- mit Albert J. Ammerman: Neolithic Transition and the Genetics of Populations in Europe. Princeton University Press, Princeton NJ 1984, ISBN 0-691-08357-6.
- African Pygmies. Academic Press, Orlando 1986, ISBN 0-12-164481-2
- mit Paolo Menozzi, Alberto Piazza: The History and Geography of Human Genes. Princeton University Press, Princeton NJ 1994, ISBN 0-691-08750-4.
- mit Francesco Cavalli-Sforza: Chi Siamo. La Storia della Diversità umana. Mondadori, Mailand 1993, ISBN 88-04-36901-9 (In deutscher Sprache als: Verschieden und doch gleich. Ein Genetiker entzieht dem Rassismus die Grundlage. Droemer Knaur, München 1994, ISBN 3-426-26804-3; in englischer Sprache als: The Great Human Diasporas. The History of Diversity and Evolution. Addison-Wesley, Rading 1995, ISBN 0-201-44231-0).
- Geni, Popoli e Lingue (= Piccola Biblioteca Adelphi. Vol. 367). Adelphi, Mailand 1996, ISBN 88-459-1200-0 (In deutscher Sprache als: Gene, Völker und Sprachen. Die biologischen Grundlagen unserer Zivilisation. Hanser, München u. a. 1999, ISBN 3-446-19479-7; in englischer Sprache: Genes, Peoples and Languages. Allen Lane, London u. a. 2000, ISBN 0-7139-9486-X).
- mit Francesco Cavalli-Sforza: La Scienza della Felicità. Ragioni e Valori della nostra Vita. Mondadori, Mailand 1997, ISBN 88-04-41061-2 (In deutscher Sprache als: Vom Glück auf Erden. Antworten auf die Frage nach dem Guten Leben. Rowohlt, Reinbek bei Hamburg 2000, ISBN 3-498-00917-6).
- mit Antoni Moroni, Gianna Zei: Consanguinity, Inbreeding, and Genetic Drift in Italy (= Monographs in Population Biology. Vol. 39). Princeton University Press, Princeton NJ u. a. 2004, ISBN 0-691-08992-2.
- Il Caso e la Necessità. Ragioni e Limiti della Diversità Genetica. Di Renzo Editore, Rom 2007, ISBN 88-8323-165-1.

## Belege
1. ↑  Silvia Bencivelli: Addio a Cavalli Sforza, il genetista che studiò le migrazioni dell’umanità. In: repubblica.it. 1. September 2018, abgerufen am 3. September 2018 (italienisch).
2. ↑  Luigi Luca Cavalli-Sforza (Seite nicht mehr abrufbar, festgestellt im März 2022. Suche in Webarchiven)  Info: Der Link wurde automatisch als defekt markiert. Bitte prüfe den Link gemäß Anleitung und entferne dann diesen Hinweis., alunni.ghislieri.it
3. ↑  Luigi Luca Cavalli-Sforza, Francesco Cavalli-Sforza: La génétique des populations: histoire d'une découverte, Odile Jacob, 2008, S. 192
4. ↑  Luigi Luca Cavalli-Sforza, Francesco Cavalli-Sforza: La génétique des populations: histoire d'une découverte, Odile Jacob, 2008, S. 107
5. ↑  J. Lederberg, L. L. Cavalli, E. M. Lederberg: Sex compatibility in Escherichia coli, Genetics, Band 37, 1952, S. 720–730.
6. ↑  Luigi Luca Cavalli-Sforza: Gene, Völker und Sprachen. Die biologischen Grundlagen unserer Zivilisation. Hanser, München/Wien 1999, S. 203.
7. ↑  Harald Haarmann: Kleines Lexikon der Völker. C. H. Beck, München 2004.
Luigi Luca Cavalli-Sforza: Gene, Völker und Sprachen. Die biologischen Grundlagen unserer Zivilisation. Hanser, München-Wien 1999.
8. ↑  Norbert Finzsch: Wissenschaftlicher Rassismus in den Vereinigten Staaten – 1850 bis 1930. Campus Verlag, Frankfurt am Main und New York, 1999. ISBN 3-593-36228-7. S. 87.
9. ↑  Tim Beardsley, Inge Hoefer: Trends in der Humangenetik: Entschlüsseltes Leben. In: Spektrum der Wissenschaft. 1. Juli 1996, abgerufen am 3. September 2018.
10. ↑  Past Members: Luigi Luca Cavalli-Sforza. Royal Irish Academy, abgerufen am 10. April 2019.

| Personendaten    | Personendaten                    |
| ---------------- | -------------------------------- |
| NAME             | Cavalli-Sforza, Luigi Luca       |
| KURZBESCHREIBUNG | italienischer Biologe, Genetiker |
| GEBURTSDATUM     | 25. Januar 1922                  |
| GEBURTSORT       | Genua                            |
| STERBEDATUM      | 31. August 2018                  |
| STERBEORT        | Belluno                          |